# Allopauropus dybasi
Allopauropus dybasi är en mångfotingart som beskrevs av Jules Rémy 1957. Allopauropus dybasi ingår i släktet småfåfotingar, och familjen fåfotingar. Inga underarter finns listade i Catalogue of Life.